# あさうたステップ
あさうたステップは2023年10月2日から、青森放送（RABラジオ）で放送されるラジオ番組。

## 概要
- 本番組は、2023年秋改編で、青森放送開局[注 1]から70年にわたり放送された歌のない歌謡曲（企画ネット番組）が終了した事により、開始した番組である。

## パーソナリティ
- 筋野裕子（「歌のない歌謡曲」から続投・水曜日は、次番組「朝わい!くりっぷ」も兼務。）

## 放送時間
2023年10月2日から
- 月 - 金曜日 6:45 - 7:00

## 内容
- 「きょうはこんな日」
  - 放送日に関する記念日、出来事、誕生日などを、その日にまつわる豆知識。
- 「今朝の話題」
  - 料理や健康、生活情報など[注 2]。